# Pierre Longue (Noyal-sous-Bazouges)
Pour les articles homonymes, voir Pierre Longue.
La Pierre Longue, dénommée aussi menhir de Landerosse, est un menhir situé à Noyal-sous-Bazouges dans le département français d'Ille-et-Vilaine.

## Protection
L'édifice est classé au titre des monuments historiques en 1889.

## Description
Le menhir a la forme d'une pyramide à quatre faces d'inégales largeurs (respectivement de 1,60 m, 0,80 m, 1,80 m et 1,70 m à la base). Sa hauteur est de 5,10 m. Il est légèrement incliné vers le sud.
Il a fait l'objet d'une christianisation.

## Folklore
Selon une légende, le diable portait une pierre gigantesque sous chaque bras, mais il perdit la première ici et la seconde à Dol (menhir de Champ-Dolent). Selon une autre tradition, le menhir fut érigé à l'issue d'une bataille.